# Medicina antroposofica
La medicina antroposofica è un tipo di medicina alternativa che nacque e si diffuse in Svizzera e in Germania e, successivamente, nel resto d'Europa e del mondo, subito dopo la fine della prima guerra mondiale. Venne formulata e sviluppata inizialmente dall'esoterista austriaco Rudolf Steiner e da un medico olandese, la dottoressa Ita Wegman.

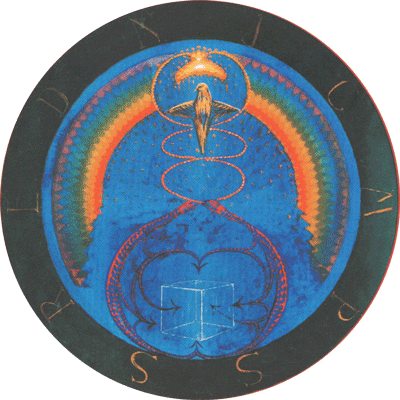
Simbolo del caduceo nella bozza di Rudolf Steiner ispirata al settimo sigillo dell'Apocalisse, ovvero la Resurrezione, tratta da Apocalyptic Seals (1907), dipinta da Clara Rettich con pastelli a olio su tela.

Essa è altresì definita una pseudo-medicina appartenente all'area delle pseudoscienze dal momento che non si fonda sul metodo sperimentale, base della scienza moderna. I principi steineriani non hanno alcun fondamento scientifico e sarebbero piuttosto assimilabili alla metafisica mentre i preparati farmacologici hanno la stessa valenza scientifica dei preparati omeopatici.

## Nascita e diffusione
Figlia delle teorie antroposofiche di Rudolf Steiner, venne da questi sviluppata, con Ita Wegman, all'inizio degli anni venti del Novecento. Nel 1921 furono aperti la prima clinica di medicina antroposofica e il primo laboratorio per la preparazione di prodotti farmaceutici specifici ad Arlesheim, in Svizzera. Negli anni successivi fu creato un nuovo laboratorio nei pressi di Stoccarda e un'altra clinica in Svizzera, specializzata in infermità tumorali. Lo stesso Steiner, fra il 1921 e il 1924, organizzò corsi specifici per medici e tenne numerose conferenze in Svizzera e in Germania per far conoscere le proprie teorie. Alla sua morte (1925), l'opera fu continuata da Ita Wegman che riuscì a diffondere la medicina antroposofica in molti paesi europei e negli Stati Uniti.
Oggigiorno cliniche, strutture sanitarie di vario tipo, laboratori e centri di formazione legati alla medicina antroposofica sono presenti in ventotto paesi (Regno Unito, Germania, Svizzera, Austria, Stati Uniti ecc.). In Italia un laboratorio di ricerca era presente fin dalla metà degli anni trenta del Novecento, ma poi venne chiuso allo scoppio della seconda guerra mondiale. Riaprì nel 1953 e oggigiorno sono presenti nelle maggiori città alcune farmacie e un certo numero di negozi specializzati forniti di prodotti per tale particolare tipo di medicina alternativa.

## Principio informatore

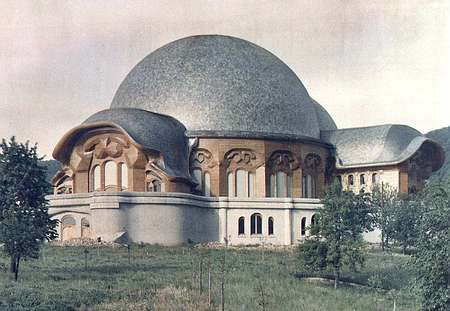
Il Goetheanum, a Dornach, ospitò le prime conferenze di medicina antroposofica (1921)

Nelle concezioni di Steiner e della Wegman l'essere umano è costituito da quattro parti, una corporea, il corpo fisico, e tre di natura immateriale che sono il corpo eterico (le forze che danno forma alla vita), il corpo astrale (i sentimenti) e il corpo egotico (lo spirito). L'armonia esistente fra tali componenti può però rompersi e questa rottura genera, o, più esattamente, rappresenta essa stessa la malattia. In altre parole la malattia è sempre una rottura di un equilibrio psichico oltre che fisico.
L'equilibrio da raggiungere si basa su due polarità opposte e complementari, che si manifestano secondo la legge universale dell'analogia nelle diverse parti dell'essere umano. Esse sono:
- il principio luciferico, che tende al ringiovanimento e alla vitalità;
- il principio arimanico, che tende all'invecchiamento e alla morte.

Le forze luciferiche si esprimono, a livello corporeo, nel sistema sanguigno, mentre le forze arimaniche nel sistema nervoso. I vasi sanguigni sono preponderanti nella zona toracica e negli arti, mentre si fanno più fini nella testa. Viceversa, le masse nervose sono presenti soprattutto nella testa e nel midollo spinale, ma diventano via via più sottili nelle braccia e nelle gambe. Entrambe le forze sono necessarie, ma perché l'organismo resti sano è essenziale che nessuna delle due prenda il sopravvento. Un prevalere delle forze luciferiche presenti nel sangue può dare luogo, ad esempio, a febbre alta, o polmonite, mentre uno squilibrio nel senso delle forze arimaniche determina arteriosclerosi, o irrigidimento.
Anche a livello animico, comprendente il corpo astrale e una parte dell'Ego, si può avere un'alterazione dell'equilibrio verso entrambe le polarità: il principio luciferico si può tradurre in fanatismo, misticismo e tendenza eccessiva a fantasticare, il principio arimanico invece in pedanteria, aridità, o materialismo.
Analogamente a livello spirituale, l'alternanza delle due forze si manifesta in uno stato dormiente dal lato luciferico, e in uno stato di veglia e allerta continua da quello arimanico.

### Guarigione e terapie
In base al tipo di polarità predominante, la cura mirerà, come in una bilancia, a rinforzare quella carente contrapposta alla prima, pervenendo a quella che Steiner chiama la guarigione cristica, che vede cioè nel Cristo il punto di equilibrio tra gli eccessi opposti. Ad esempio, nel caso di una prevalenza dell'elemento luciferico, la legge di analogia suggerisce che trasformando un legno fresco e giovane come quello della betulla in qualcosa di arimanico, cioè riducendolo in cenere, questo sarà la cura appropriata da somministrare. Viceversa elementi luciferici come il nettare dei fiori possono compensare gli stati arimanici quali stanchezza e rigidezza.
È proprio questo che manca all'uomo d'oggi. Se ci è chiaro che il cristianesimo rappresenta l'equilibrio, vediamo che l'umanità è troppo poco "cristiana". Vi mostro come l'elemento cristico consista addirittura nella guarigione fisica, nella ricerca di equilibrio fino nel fisico.»
(Rudolf Steiner, Ma cos'è questo cristianesimo, "La ricerca dell'equilibrio", conferenza tenuta a Dornach il 7 maggio 1923, contenuta anche in G.A. 349, traduzione di Silvia Nerini, Archiati edizioni, 2007)
Per il resto, tuttavia, anche i farmaci tradizionali a volte vengono utilizzati, ma con alcune limitazioni. Quelli ritenuti dannosi alla salute, come ad esempio gli antibiotici o un certo numero di vaccini, sono impiegati solo in casi eccezionali. C'è sempre una tendenza a preferire sostanze naturali (tratte per lo più da minerali, piante e talvolta anche da organi di animali) nella preparazione dei medicamenti, tutti confezionati in speciali laboratori e commercializzati con i marchi Weleda e Wala. Sotto molti aspetti i farmaci usati nell'ambito della medicina antroposofica si ricollegano pertanto a quelli omeopatici, anche se, a differenza di questi ultimi, sono generalmente prodotti in forma liquida, non solida. Steiner raccomandava inoltre di non superare la 30ª diluizione, per evitare di interferire con i corpi superiori dell'uomo e provocare così eventuali squilibri.
Il trattamento farmacologico è però, da solo, inadeguato alla cura delle malattie, che, come si è già indicato, coinvolgono non solo la componente corporea dell'essere umano, ma anche quella psichica, spirituale. Fondamentale importanza rivestono, a tale riguardo, i trattamenti di arteterapia, euritmia e psicologia, che il paziente deve seguire sotto il controllo del proprio medico curante, chiamato a svolgere funzioni e compiti, il più delle volte, particolarmente complessi e delicati. Nelle cliniche di medicina antroposofica si presta attenta cura a tutto ciò che possa assicurare al malato un benessere generale, sia fisico che psichico, come bagni, massaggi, diete particolari, passeggiate ecc.

### Antivaccinismo

#### La posizione in merito ai vaccini
Sono note le posizioni antivacciniste di Steiner e degli ambienti antroposofici. Eppure lo stesso Steiner ha scritto in merito alla vaccinazione di allora contro il vaiolo: 
Se le persone fossero già strutturate secondo un'educazione spirituale, un'epidemia dovrebbe produrre un impulso interiore per affrontare la sfida. Ma in assenza di ciò egli non vedeva alternative. Mettendo in guardia dall'assumere posizioni estremiste sull'argomento, suggeriva, Laddove non vi fossero alternative, la somministrazione del vaccino ribadendo che il "radicalismo è assurdo".

#### Vicende legate alla medicina antroposofica
I rischi derivanti dall'uso della medicina antroposofica come sostituto della medicina basata sull'evidenza sono esemplificati da diversi casi di bassi livelli di vaccinazione nelle scuole Waldorf, poiché alcuni medici antroposofici si oppongono all'immunizzazione. Uno studio del 1999 su bambini in Svezia ha mostrato che nelle scuole Waldorf, solo il 18% aveva ricevuto la vaccinazione MPR, rispetto a un livello del 93% in altre scuole a livello nazionale.
Un rapporto del 2003 su una diffusa epidemia di morbillo intorno a Coburgo, in Germania, ha identificato una scuola Waldorf come l'origine. All'epoca il sindaco della città aveva condannato i medici omeopatici che avevano scoraggiato la vaccinazione, dicendo "La loro roccaforte è la Scuola Waldorf, che incoraggia attivamente le persone a non vaccinare i propri figli. Ora abbiamo un'epidemia".
Paul Offit ha scritto che Steiner credeva che la vaccinazione "interferisse con lo sviluppo karmico e i cicli di reincarnazione" e che l'adesione a questa convinzione portò a un'epidemia di pertosse nel 2008 in una scuola Waldorf californiana, causandone la chiusura temporanea.

## Presunta efficacia delle terapie
Non esistono prove di efficacia per la medicina antroposofica , le blande prove dell'efficacia della medicina antroposofica che esisterebbero non sono state ricavate da studi compiuti secondo rigoroso metodo scientifico.

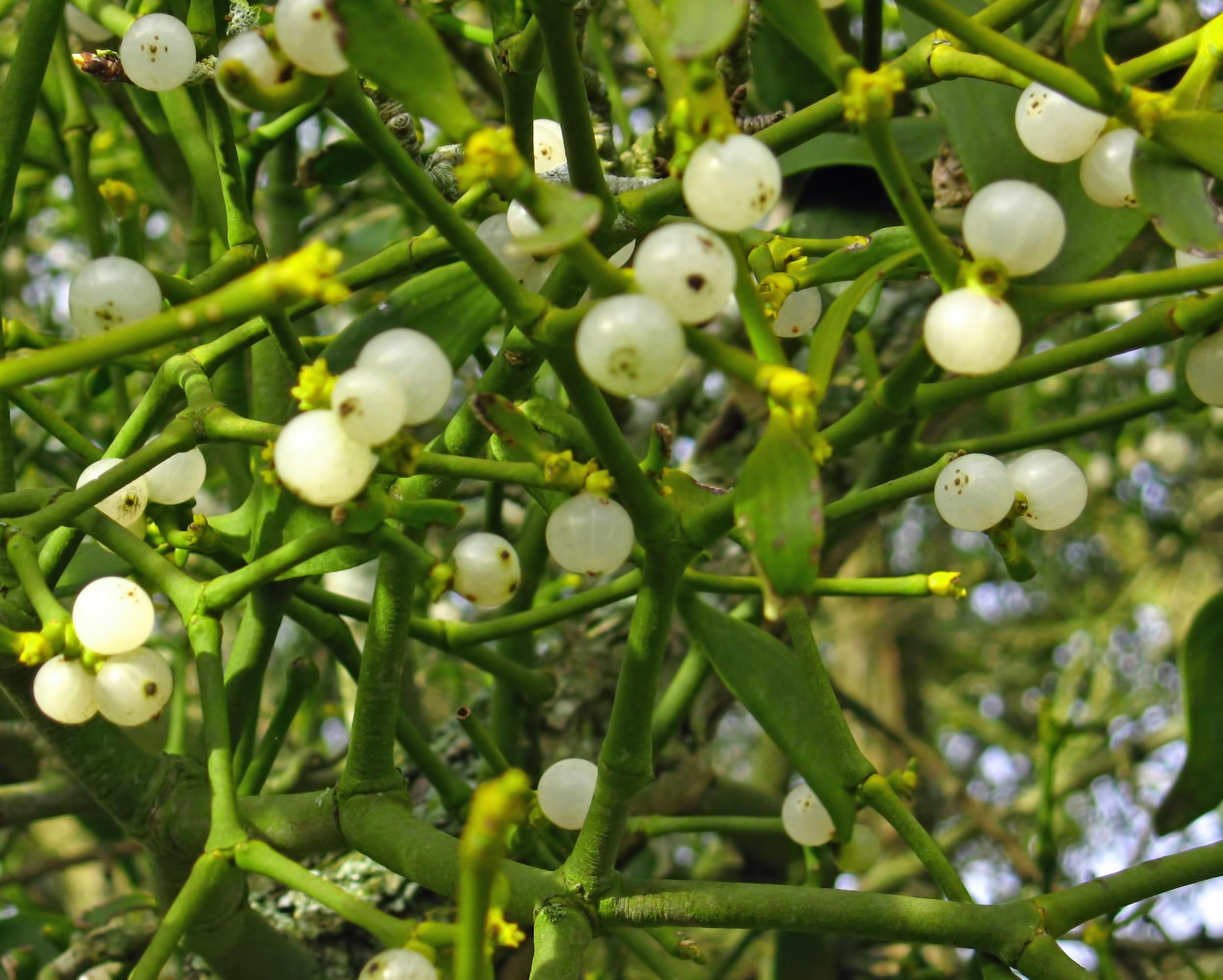
Pianta di vischio, usato in antroposofia nella cura dei tumori

Nel 2006 si sono pubblicizzati i risultati ottenuti in una clinica antroposofica svizzera sullo stato di salute di oltre 140 pazienti ricoverati da tempo per infermità dermo-tumorali, ma i miglioramenti ottenuti si sono verificati più in ambito spirituale che fisico.
Alcuni farmaci antitumorali, prodotti da tempo nei laboratori antroposofici, hanno avuto, a partire dagli anni ottanta del Novecento, una notevole diffusione in alcuni paesi europei; il più comune è un estratto di vischio. Già Rudolf Steiner propose l'uso dell'estratto di vischio nella cura dei tumori e tale uso è ancora presente nella terapia antroposofica ed è forse la più conosciuta. Gli estratti di vischio tuttavia non sono stati approvati dalla FDA statunitense; tali estratti possono essere importati negli Stati Uniti solo per scopi di ricerca clinica. Ad oggi non esistono prove circa la reale efficacia dell'estratto di vischio nella cura dei tumori e gli studi che esistono che sembrano supportare un qualche effetto terapeutico sono stati criticati perché inficiati da bias e non condotti su larga scala e in doppio cieco.

### Casi di decesso e risvolti legali
Nel 2008 una sedicenne italiana morì di diabete dopo che i suoi genitori, su consiglio di una guaritrice omeopata e naturopata, avevano abbandonato il trattamento con l'insulina e avevano adottato una cura antroposofica. La coppia è stata condannata nel 2010 per omicidio colposo
La stessa guaritrice era morta, nel 2009, dopo aver usato cure antroposofiche per curare un'ulcera, che invece si perforò.